# Уповноважений Президента України з питань волонтерської діяльності
Уповноважений Президента України з питань волонтерської діяльності — офіційно вповноважений Президентом України відповідальний державний службовець, який здійснює підтримку волонтерської діяльності в Україні, забезпечення гарантій додержання прав i законних інтересів волонтерів.

## Історія
Посада «Уповноважений Президента України з питань волонтерської діяльності» була запроваджена указом Президента України Володимиром Зеленським 4 грудня 2019 року.

## Законодавчі повноваження
Повноваження Уповноваженого чітко визначаються Положенням «Про повноваження Уповноваженого Президента України з питань волонтерської діяльності» затвердженого Указом Президента України №-879/2019 від 18 грудня 2019 року.

## Основні повноваження
1. моніторинг ситуації щодо забезпечення гарантій додержання прав і законних інтересів волонтерів та внесення в установленому порядку Президентові України пропозицій щодо підтримки волонтерської діяльності, припинення порушень у цій сфері;
2. внесення Президентові України пропозицій щодо підготовки проєктів законів, актів Президента України з питань підтримки волонтерської діяльності, забезпечення. гарантій додержання прав і законних інтересів волонтерів;
3. участь у підготовці проєктів нормативно-правових актів з питань підтримки волонтерської діяльності, забезпечення гарантій додержання прав і законних інтересів волонтерів;
4. участь у межах компетенції в експертизі законів, які надійшли на підпис главі держави, законопроєктів, які пропонуються для внесення Президентом України на розгляд Верховної Ради України у порядку законодавчої ініціативи, інших законопроєктів, що стосуються питань підтримки провадження волонтерської діяльності, забезпечення гарантій додержання прав і законних інтересів волонтерів;
5. здійснення заходів, спрямованих на забезпечення, відновлення порушених прав і законних інтересів волонтерів, інформування громадськості про такі заходи та їх результати;
6. підготовка заходів за участю Президента України, у тому числі міжнародного характеру, з питань, що стосуються підтримки волонтерської діяльності;
7. здійснення заходів щодо сприяння налагодженню взаємодії органів виконавчої влади та органів місцевого самоврядування з питань підтримки громадських ініціатив щодо провадження волонтерської діяльності, забезпечення гарантій додержання прав і законних інтересів волонтерів.

## Права
Згідно з указом Президента, Уповноважений має право:
1. аналізувати стан справ і проблемні питання стосовно провадження волонтерської діяльності, забезпечення гарантій додержання прав і законних інтересів волонтерів та вносити пропозиції щодо шляхів вирішення зазначених питань;
2. запитувати й одержувати від структурних підрозділів Офісу Президента України, консультативних, дорадчих та інших допоміжних органів і служб, утворених Президентом України, Секретаріату Кабінету Міністрів України, органів виконавчої влади, інших державних органів, органів місцевого самоврядування необхідні інформацію, документи, матеріали;
3. брати участь у роботі консультативних, дорадчих та інших допоміжних органів і служб, утворених Президентом України, а також у проведенні. круглих столів, нарад та інших заходів з питань, що належать до компетенції Уповноваженого;
4. звертатися до органів виконавчої влади, органів місцевого самоврядування стосовно сприяння у вирішенні питань, що належать до компетенції Уповноваженого;
5. уживати відповідних заходів щодо налагодження зв'язків для взаємодії з громадськими об'єднаннями, іншими суб'єктами, що надають волонтерську допомогу, у тому числі міжнародними, з питань підтримки волонтерської діяльності, забезпечення гарантій додержання прав і законних інтересів волонтерів;
6. інформувати громадськість про результати своєї діяльності;
7. сприяти підтримці громадських ініціатив щодо провадження волонтерської діяльності.

## Забезпечення діяльності
Забезпечення діяльності Уповноваженого покладено на Офіс Президента України та Державне управління справами.

## Діючий Уповноважений
4 грудня 2019 року Уповноваженим була призначена Пушкарьова Наталія Антонівна.